# 渋沢彰
渋沢 彰（しぶさわ あきら、旧字体：澁澤 彰、1936年〈昭和11年〉2月8日 - ）は、日本の著述家、翻訳家。群馬大学教育学部教授。曽祖父は渋沢栄一、祖父は渋沢篤二、父は渋沢信雄。
兄に元ソニー取締役の渋沢裕。伯父に渋沢敬三（父方）と齋藤秀雄（母方）。叔父に渋沢智雄。従兄弟に渋沢雅英、渋沢芳昭。

## 経歴
1936年、子爵・渋沢栄一の孫・信雄（実業家、会社役員）と妻敦子の次男として東京府に生まれる。伯父に渋沢敬三と齋藤秀雄。叔父に渋沢智雄。
渋沢家は実業家一家であるので父の信雄や兄の裕もそれぞれ実業家や会社役員になったが、彰は学習院大学文学部仏文学科を経て、東京大学大学院博士課程人文科学研究科を修了した後は著述家や翻訳家としての仕事をするようになる。

## 親族

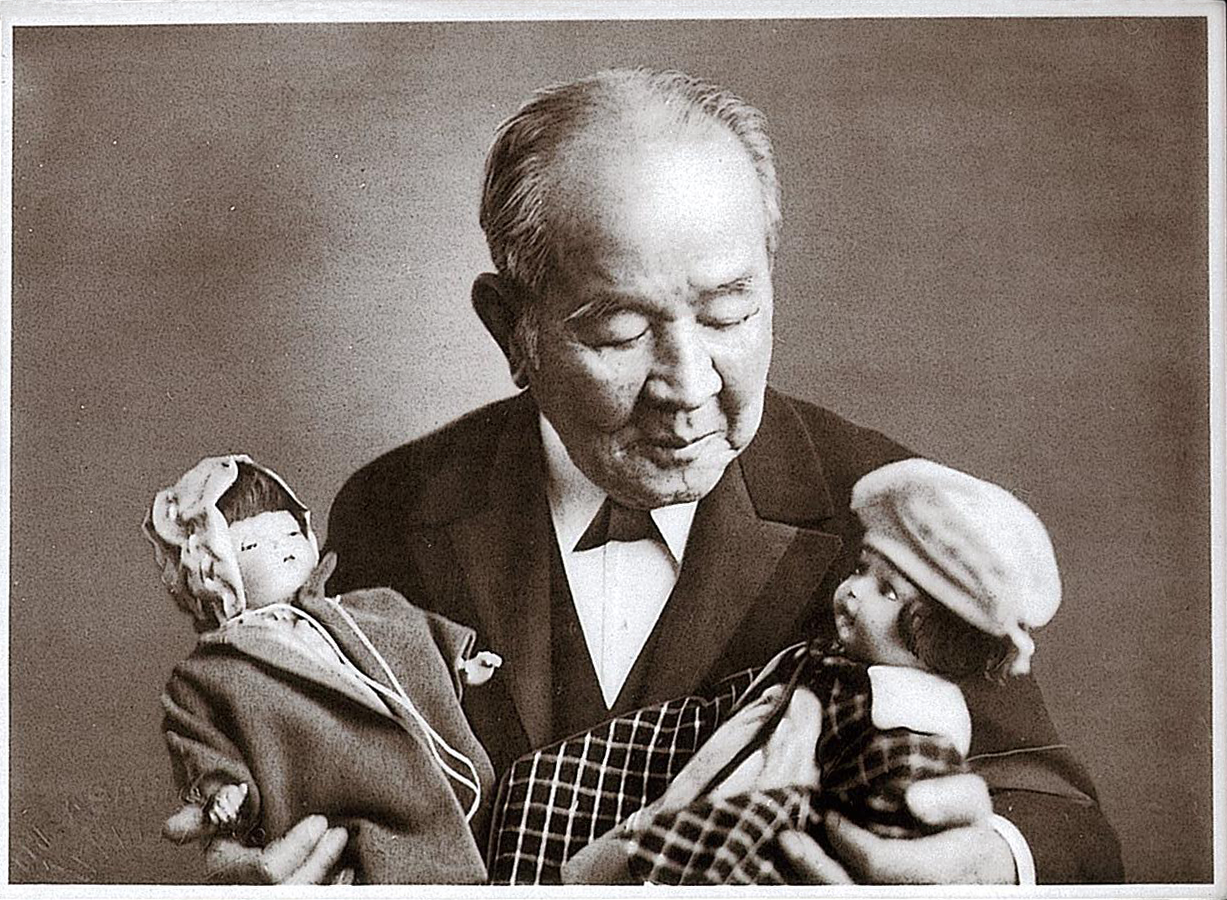
曾祖父の渋沢栄一。

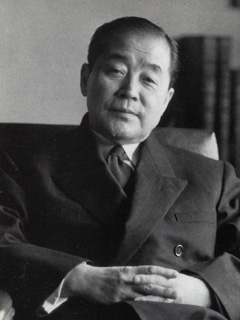
伯父の渋沢敬三。

渋沢家
- 父・信雄（子爵・渋沢栄一の孫）
- 母・敦子
- 兄・裕

親戚
- 渋沢敬三（伯父、子爵、実業家）
- 渋沢智雄（叔父）
- 渋沢雅英（従兄）
- 渋沢裕（兄、実業家）
- 服部黎子（従姉、生物学者）
- 穂積真六郎
- 渋沢元治

## 著作
- 「空を耕す人」（1974年出版、翻訳）。